# خلیج آموراکیکوس

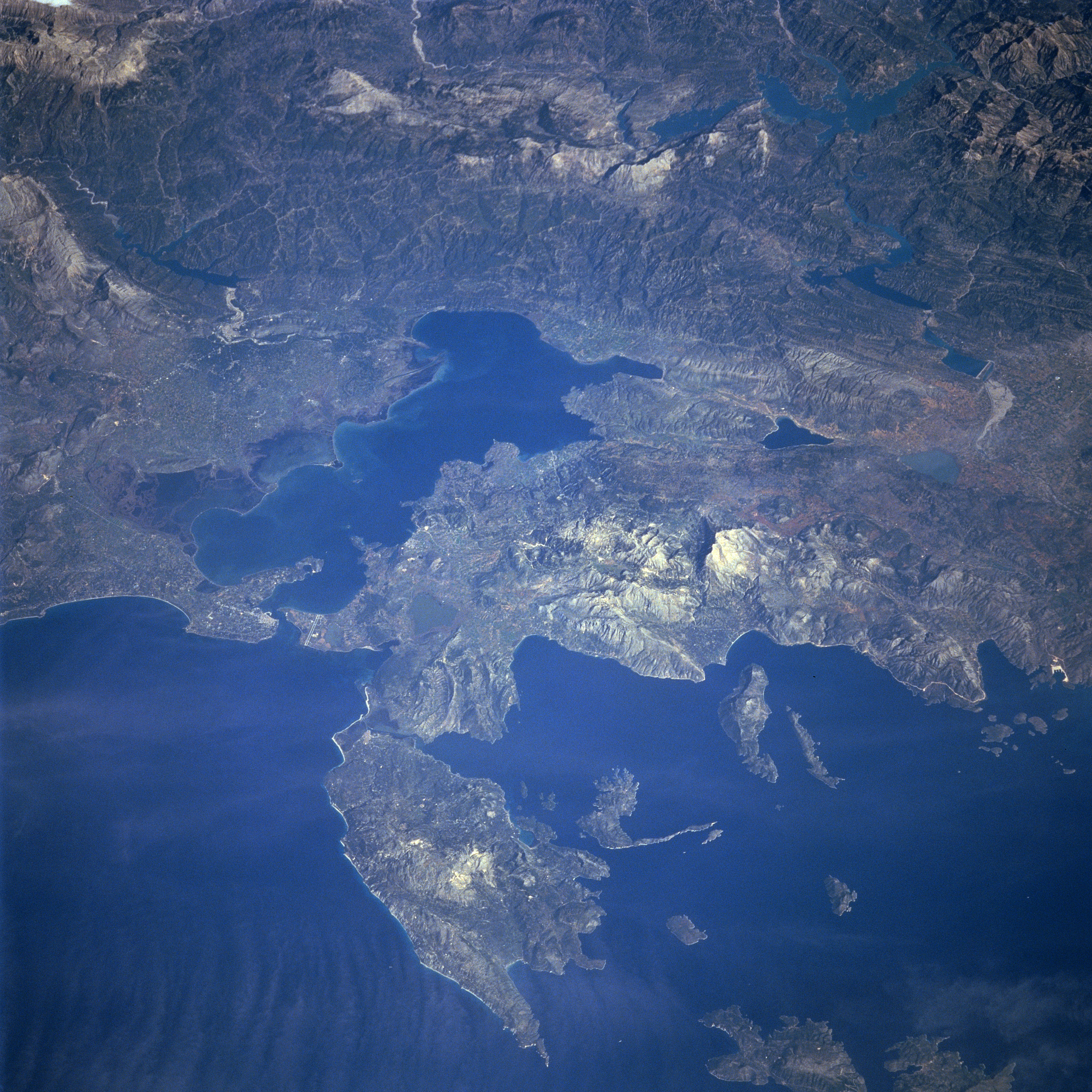
خلیج آمبراشن، تصویری از شاتل فضایی در نوامبر ۱۹۹۴.

خلیج آمبراشن (یونانی: Αμβρακικός κόλπος) که با نام‌های خلیج آرتا یا خلیج آکتیوم، و در برخی اسناد رسمی به عنوان خلیج آموراکیکوس شناخته می‌شود، خلیج واقع در دریای یونان در شمال غربی یونان است. طول این خلیج، ۴۰ کیلومتر (۲۵ مایل) و عرض آن ۱۵ کیلومتر (۹ مایل) است و یکی از بزرگترین خلیج‌ها در یونان است. برج‌های پروزا، آمفیلوچیا (کارواساراس سابق)، و وونیتسا در سواحل این خلیج قرار دارند.